# Siedlice (Police)
Siedlice (deutsch Zedlitzfelde) ist ein Dorf in der polnischen Woiwodschaft Westpommern. Das Dorf bildet einen Teil der Gmina Police (Stadt- und Landgemeinde Pölitz) im Powiat Policki (Pölitzer Kreis). Siedlice liegt etwa 11 Kilometer nördlich von Stettin (Szczecin) und etwa 3 Kilometer südwestlich von Police (Pölitz).

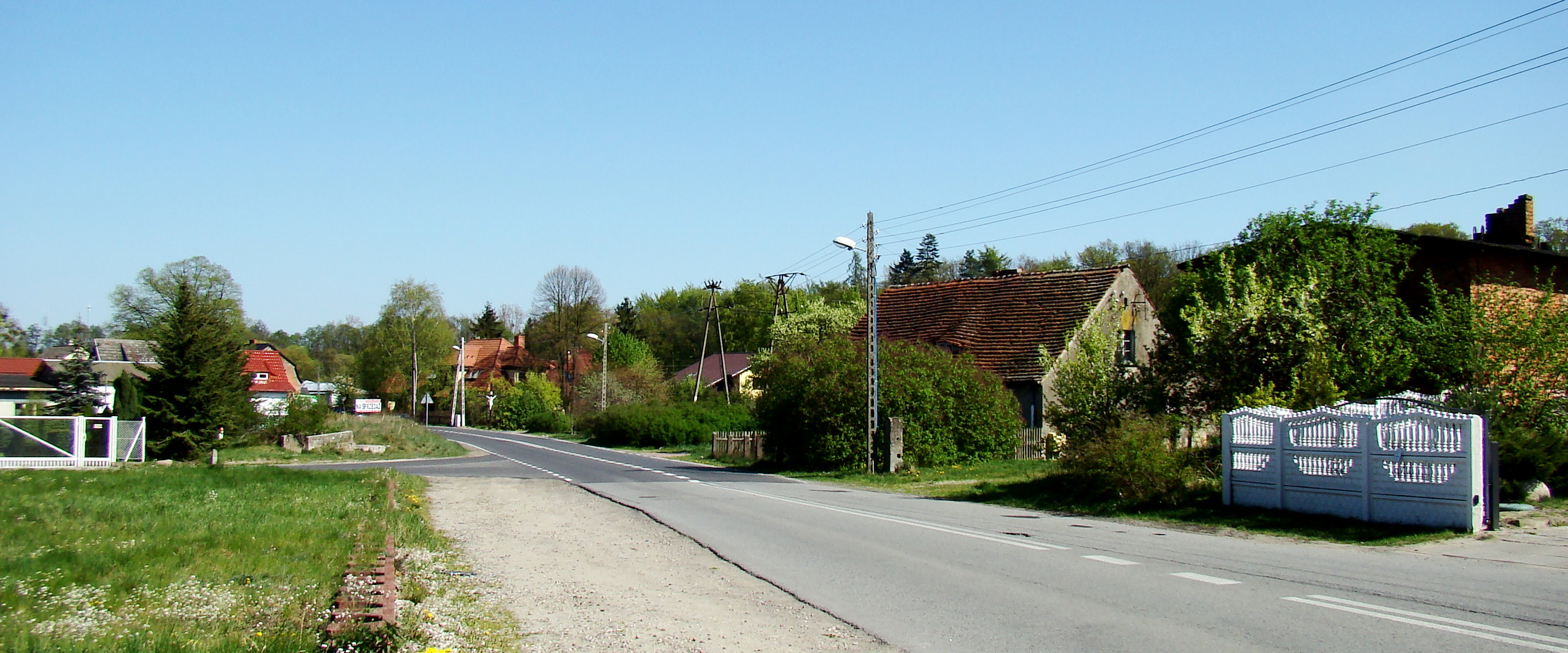
Blick entlang der Dorfstraße in Siedlice